# Pistolet Walther P4
Walther P4 – niemiecki pistolet samopowtarzalny produkowany w drugiej połowie lat 70. XX wieku.

## Historia konstrukcji
W pierwszej połowie lat siedemdziesiątych podstawowym modelem pistoletu produkowanego w firmie Walther był P1 (nieznacznie zmodernizowana wersja pistoletu P38). Zdawano sobie jednak sprawę, że jest to konstrukcja przestarzała, która znajduje się u kresu możliwości rozwojowych.
W 1974 roku do produkcji wprowadzono kompaktowy pistolet P38K. Pomimo podobnej nazwy, miał on z P1/P38 niewiele wspólnego. Był on dobrą konstrukcją, ale w ofercie firmy Walther nadal brakowało nowoczesnego pistoletu o większych rozmiarach – następcy P1/P38. Miał nim zostać pistolet oznaczony na etapie prototypu jako P 38/IV, będący połączeniem szkieletu P1 z zamkiem P38K z lufą o długości 115 mm (pośrednią pomiędzy 125 mm P1 a 70 mm P38K).
Produkcję nowego pistoletu pod oznaczeniem P4 rozpoczęto w marcu 1975 r. W następnych latach stał się jednym z przepisowych typów pistoletów niemieckiej policji (obok pistoletów: Walther P5, SIG-Sauer P6 (P225) i HK P7) jako następca Walthera PP. P4 nie cieszył się jednak popularnością, ponieważ pod względem konstrukcyjnym, nadal był pistoletem sięgającym lat 30.
Poza macierzystymi zakładami Walthera, P4 był montowany w zakładach Manurchin we Francji (na potrzeby policji Berlina Zachodniego). Jego produkcję miały także uruchomić zakłady Sauer & Sohn ale przed przejęciem ich przez zakłady SIG powstało tam tylko kilka egzemplarzy tego pistoletu (później produkowano tam SIG P225 pod oznaczeniem P6).
Produkcję P4 zakończono w 1978 r. po wyprodukowaniu około 7300 sztuk. Do 1981 roku wypuszczano jeszcze krótkie serie tego pistoletu produkowane ze zmagazynowanych części.

## Opis techniczny
Pistolet P4 działał na zasadzie krótkiego odrzutu lufy. Ryglowany za pomocą niesymetrycznego wahliwego rygla o pionowym ruchu umieszczonego pod lufą. Zasilany jest z jednorzędowego magazynka pudełkowego o pojemności 8 nabojów. Mechanizm uderzeniowy kurkowy z kurkiem obrotowym odkrytym. Mechanizm spustowy z samonapinaniem. Rolę wskaźnika obecności naboju w lufie pełni pazur wyciągu. Na zamku znajduje się dźwignia służąca do zwalniania kurka bez strzału. P4 nie posiadał bezpiecznika zewnętrznego, wewnętrzne bezpieczniki samoczynne, uniemożliwiają oddanie strzału przy niecałkowitym zaryglowaniu przewodu lufy, a także blokują iglice zapobiegając przypadkowym strzałom. Celownik stały.